# Ammonia Avenue
Ammonia Avenue è il settimo album in studio del gruppo progressive rock britannico The Alan Parsons Project, fondato da Alan Parsons ed Eric Woolfson, pubblicato nel 1984 dalla Arista Records.

## Descrizione

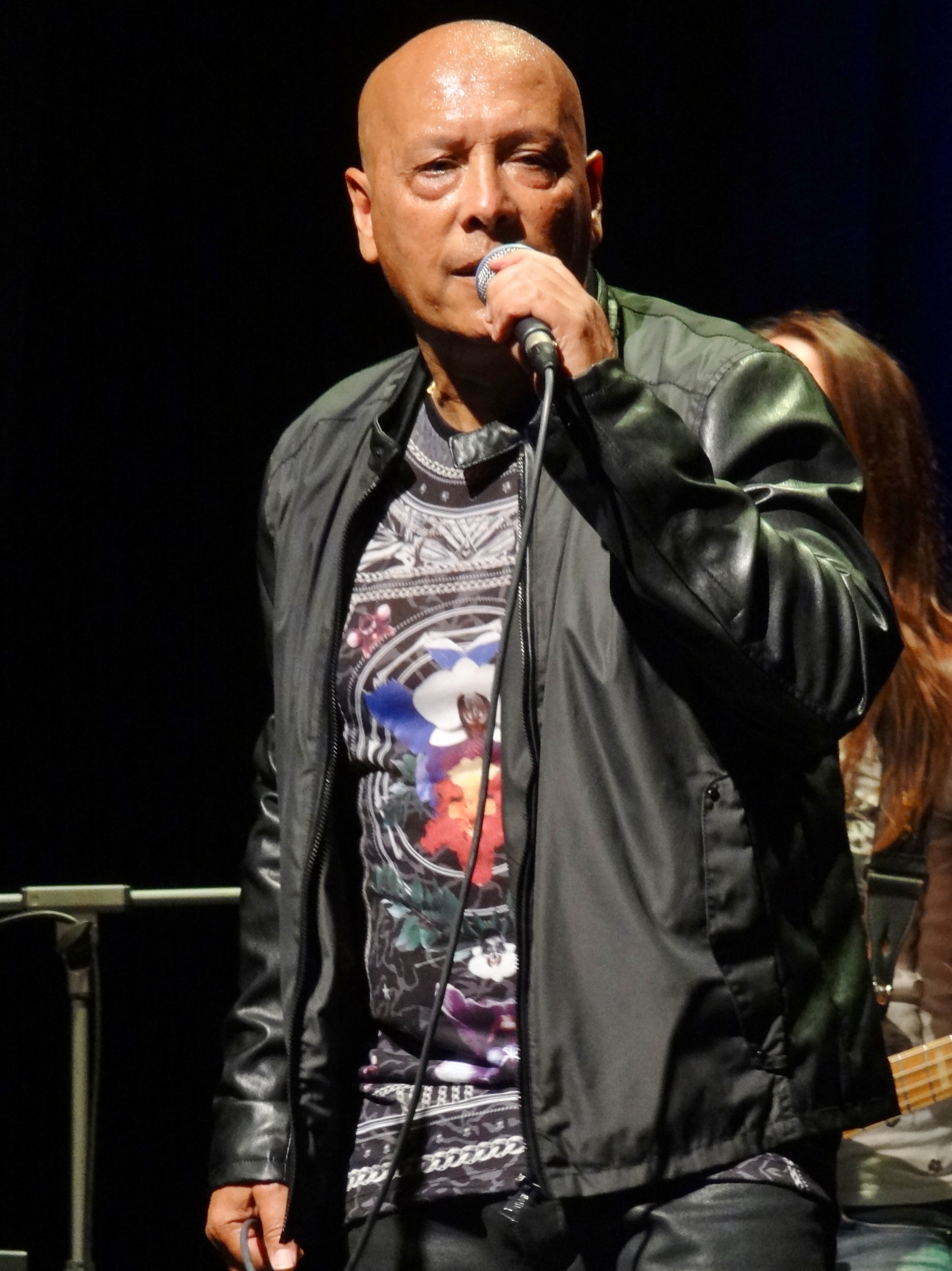
Lenny Zakatek nel 2014. In Ammonia Avenue canta i brani Let Me Go Home e You Don't Believe.

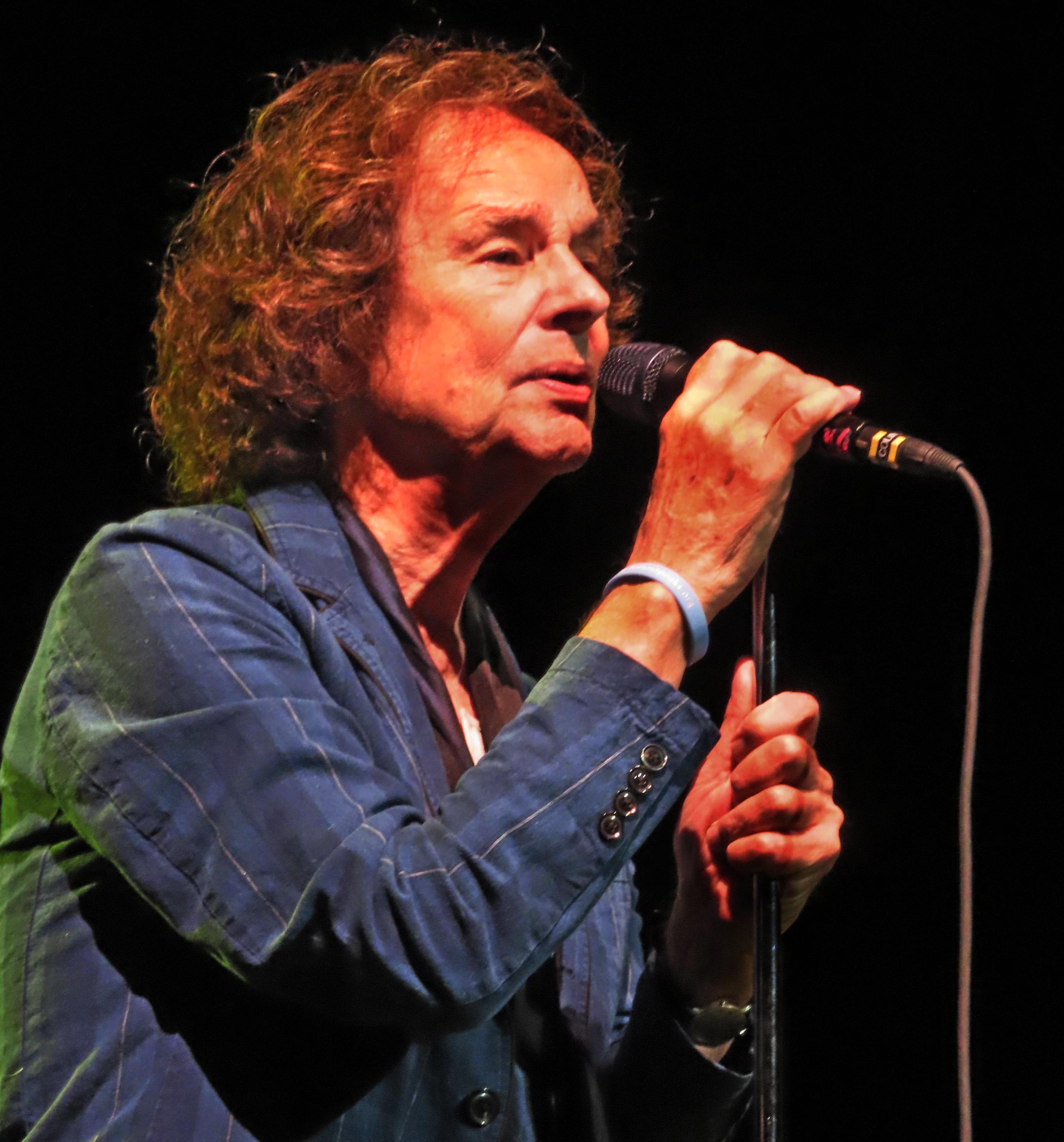
Colin Blunstone nel 2019. In Ammonia Avenue canta il brano Dancing On A Highwire.

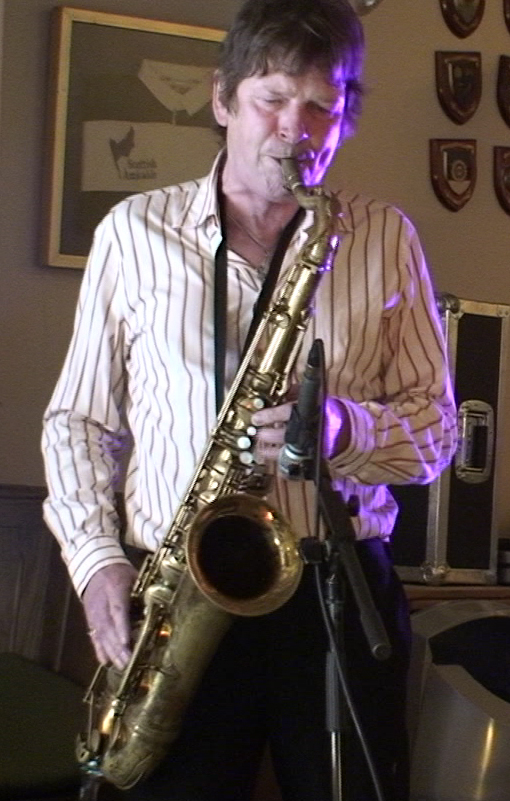
Mel Collins nel 2008. In Ammonia Avenue suona il sassofono in Don't Answer Me e nella strumentale Pipeline.

Dopo il successo mondiale di Eye in the Sky, nell'arco del 1983, Parsons e Woolfson registrano i brani da inserire nell'album successivo, pubblicato il febbraio del 1984, che intitolano Ammonia Avenue. Il titolo dell'album fa riferimento ad un impianto petrol-chimico di Billingham, nella contea di Durham nel nord dell'Inghilterra, di proprietà della ICI (Imperial Chemical Industries). Il concept dell'album è legato ai temi dello sviluppo industriale fuori controllo ed il conseguente inquinamento.
(Eric Woolfson (1945-2009), dal booklet del cd Ammonia Avenue Extended Edition, 2008)
Il nastro master digitale viene mixato utilizzando un processore audio Sony PCM 1610.
Nelle fasi iniziali delle registrazioni Parsons e Woolfson avevano deciso di pubblicare un doppio album, ma successivamente preferirono optare per un album tradizionale e sfruttare il materiale già lavorato per completare l'album immediatamente successivo Vulture Culture.
Dopo il successo di Eye in the Sky cantata da Woolfson, per Ammonia Avenue Eric presta la sua voce per ben quattro brani risultando l'album del Project con più brani da lui cantati. Come session man vengono chiamati i cantanti Blunstone, Zakatek e Rainbow e i musicisti Bairnson, Paton, Elliott e Collins, confermando praticamente tutti quelli che avevano appena contribuito ad Eye in the Sky, con la sola esclusione di Elmer Gantry.

## Copertina e grafica
La grafica di Ammonia Avenue viene curata dalla STD, che è una sigla utilizzata da Storm Thorgerson (Storm Thorgerson Design) dopo lo scioglimento della Hipgnosis. Sulla copertina viene utilizzata una foto dello stabilimento petrol-chimico della ICI, con tutte le sue tubature, riprodotta a specchio per quattro volte per formare un'immagine che sembra reale. Sul retro della copertina vi è la foto di un laboratorio con gli scienziati con il capo appoggiato su dei contenitori contenenti del terreno, che evidentemente ha liberato sostanze tossiche.

## Tracce
Ammonia Avenue - Album originale (1984)
Testi e musiche di Eric Woolfson e Alan Parsons; edizioni musicali Arista Records.
1. Prime Time – 5:03 – Voce e pianoforte elettrico Wurlitzer: Eric Woolfson • Voci addizionali: Chris Rainbow • Chitarre elettriche ed acustiche: Ian Bairnson • Basso: David Paton • Batteria e percussioni: Stuart Elliott
2. Let Me Go Home – 3:20 – Voce: Lenny Zakatek • Cori: Chris Rainbow • Chitarre: Ian Bairnson • Pianoforte: Eric Woolfson• Chitarre al Fairlight CMI: Alan Parsons • Basso: David Paton • Batteria: Stuart Elliott
3. One Good Reason – 3:36 – Voce, pianoforte elettrico Wurlitzer e sintetizzatori: Eric Woolfson • Voci addizionali: Chris Rainbow • Chitarre: Ian Bairnson • Basso: David Paton • Batteria e percussioni: Stuart Elliott
4. Since The Last Goodbye – 4:32 – Voce: Chris Rainbow • Chitarre elettriche ed acustiche: Ian Bairnson • Basso: David Paton • Batteria e percussioni: Stuart Elliott • Orchestra: The Philharmonia Orchestra, arrangiata e diretta da Andrew Powell
5. Don't Answer Me – 4:11 – Voce, cori e tastiere: Eric Woolfson • Cori e tastiere: Chris Rainbow • Fairlight CMI: Alan Parsons • Chitarre elettriche ed acustiche: Ian Bairnson • Basso e chitarra acustica: David Paton • Batteria e percussioni: Stuart Elliott • Sassofono: Mel Collins
6. Dancing On A Highwire – 4:22 – Voce: Colin Blunstone • Tastiere: Eric Woolfson • Chitarre elettriche ed acustiche: Ian Bairnson • Basso: David Paton • Batteria e Simmons Tom-tom: Stuart Elliott
7. You Don't Believe – 4:26 – Voce: Lenny Zakatek • Fairlight CMI e LinnDrum: Alan Parsons • Tastiere addizionali: Eric Woolfson • Chitarre e guitar synth: Ian Bairnson • Basso: David Paton • Batterie addizionali: Stuart Elliott
8. Pipeline (Strumentale) – 3:56 – Sintetizzatore: Alan Parsons • Sassofono: Mel Collins • Chitarre acustiche: Ian Bairnson • Basso: David Paton • Batteria: Stuart Elliott • Orchestra: The Philharmonia Orchestra, arrangiata e diretta da Andrew Powell
9. Ammonia Avenue – 6:30 – Voce, pianoforte e Fairlight CMI: Eric Woolfson • Cori: Chris Rainbow • Tastiere addizionali: Eric Woolfson • Chitarre elettriche e acustiche e chitarra spagnola: Ian Bairnson • Basso: David Paton • Batteria e percussioni: Stuart Elliott • Orchestra: The Philharmonia Orchestra, arrangiata e diretta da Andrew Powell

Durata totale: 39:56
Ammonia Avenue - Expanded Edition (2008)
Testi e musiche di Eric Woolfson e Alan Parsons; edizioni musicali Sony BMG, Legacy, Arista Records.
1. Prime Time – 5:03 – Voce e pianoforte elettrico Wurlitzer: Eric Woolfson• Voci addizionali: Chris Rainbow • Chitarre elettriche ed acustiche: Ian Bairnson • Basso: David Paton • Batteria e percussioni: Stuart Elliott
2. Let Me Go Home – 3:20 – Voce: Lenny Zakatek • Cori: Chris Rainbow • Chitarre: Ian Bairnson • Pianoforte: Eric Woolfson• Chitarre al Fairlight CMI: Alan Parsons • Basso: David Paton • Batteria: Stuart Elliott
3. One Good Reason – 3:36 – Voce, pianoforte elettrico Wurlitzer e sintetizzatori: Eric Woolfson • Voci addizionali: Chris Rainbow • Chitarre: Ian Bairnson • Basso: David Paton • Batteria e percussioni: Stuart Elliott
4. Since The Last Goodbye – 4:34 – Voce: Chris Rainbow • Chitarre elettriche ed acustiche: Ian Bairnson • Basso: David Paton • Batteria e percussioni: Stuart Elliott • Orchestra: The Philharmonia Orchestra, arrangiata e diretta da Andrew Powell
5. Don't Answer Me – 4:11 – Voce, cori e tastiere: Eric Woolfson • Cori e tastiere: Chris Rainbow • Fairlight CMI: Alan Parsons • Chitarre elettriche ed acustiche: Ian Bairnson • Basso e chitarra acustica: David Paton • Batteria e percussioni: Stuart Elliott • Sassofono: Mel Collins
6. Dancing On A Highwire – 4:22 – Voce: Colin Blunstone • Tastiere: Eric Woolfson • Chitarre elettriche ed acustiche: Ian Bairnson • Basso: David Paton • Batteria e Simmons Tom-tom: Stuart Elliott
7. You Don't Believe – 4:26 – Voce: Lenny Zakatek • Fairlight CMI e LinnDrum: Alan Parsons • Tastiere addizionali: Eric Woolfson • Chitarre e guitar synth: Ian Bairnson • Basso: David Paton • Batterie addizionali: Stuart Elliott
8. Pipeline (Strumentale) – 3:56 – Sintetizzatore: Alan Parsons • Sassofono: Mel Collins • Chitarre acustiche: Ian Bairnson • Basso: David Paton • Batteria: Stuart Elliott • Orchestra: The Philharmonia Orchestra, arrangiata e diretta da Andrew Powell
9. Ammonia Avenue – 6:30 – Voce, pianoforte, tastiere addizionali e Fairlight CMI: Eric Woolfson • Cori: Chris Rainbow • Chitarre elettriche e acustiche e chitarra spagnola: Ian Bairnson • Basso: David Paton • Batteria e percussioni: Stuart Elliott • Orchestra: The Philharmonia Orchestra, arrangiata e diretta da Andrew Powell
10. Don't Answer Me (Early Rough Mix) – 5:09
11. You Don't Believe (Demo) – 2:20
12. Since The Last Goodbye (Chris Rainbow Vocal Overdubs) – 0:30
13. Since The Last Goodbye (Eric Guide Vocal Rough Mix) – 4:23
14. You Don't Believe (Tributo strumentale ai The Shadows) – 3:08
15. Dancing On A Highwire/Spotlight (Work in Progress) – 3:57
16. Ammonia Avenue Part 1 (Eric Demo Vocal - Rough Mix) – 2:42
17. Ammonia Avenue (Orchestral Overdub) – 1:21

Durata totale: 63:28

## Analisi
Prime Timeil brano di apertura del disco viene strutturato da Parsons e Woolfson nel tentativo di avvicinarsi il più possibile al successo ottenuto con il binomio Sirius e Eye in the Sky, anche se qui il primo minuto che è strumentale viene compreso nel brano. Prime Time viene lanciato con successo come singolo entrando nella Top 40 degli Stati Uniti. Per il brano viene prodotto anche un videoclip.
Let Me Go Homeil brano, cantato da Lenny Zakatek, nel testo ricrea l'atmosfera di un ambiente naturale distrutto dall'uomo, e dal quale il protagonista vuol scappare.
One Good Reasoncantata da Woolfson, contiene eccellenti ritmi computerizzati creati appositamente da Parsons per il sintetizzatore Fairlight CMI. Dalla seconda strofa Parsons spadroneggia con le sovra-incisioni vocali, infatti Woolfson registra la seconda voce sulla sua voce principale. Da metà del brano le chitarre di Ian Bairnson si alternano al cantato di Woolfson e nel finale subentrano anche i cori di Chris Rainbow. Il testo racconta di un colloquio tra un uomo ed il suo datore di lavoro.
Since The Last Goodbyecantata da Chris Rainbow vede il supporto dell'orchestra guidata da Andrew Powell, assente nei tre brani precedenti, che assieme alle chitarre acustiche di Bairnson realizzano una ballata dai toni suadenti.
Don't Answer Meil singolo Don't Answer Me raggiunge il quarto posto nelle classifiche USA e diviene uno dei maggiori successi del gruppo. Nella realizzazione Parsons e Woolfson decisero di ricreare il famoso Wall of Sound di Phil Spector. Nel 1984 il videoclip diretto e disegnato da Michael Kaluta diventa uno dei video più richiesti dell'anno sul canale di video via cavo MTV.
Dancing On A Highwireil brano cantato da Colin Blunstone ha un'accattivante introduzione con un godibilissimo riff di chitarra eseguito da Bairnson. Innovative rispetto alla produzione precedente del Project sono la linea di basso e la melodia che unite agli arrangiamenti alla chitarra rendono il brano molto gradevole. La voce di Blunstone è molto diversa dalla sua precedente apparizione nel brano Old And Wise nell'album Eye in the Sky. Il testo tratta del rapporto tra uomo e donna e non sarebbe stato fuori luogo nell'album Eve del 1979.
You Don't BelieveCantata da Lenny Zakatek era stata pubblicata in anteprima, nell'ottobre del 1983, inserita quale brano inedito nella prima raccolta del Project The Best of the Alan Parsons Project.
PipelinePipeline è l'unica strumentale dell'album, ed è la prima volta che accade in un album del Project, realizzata con un abile mix tra il sintetizzatore Fairlight CMI di Parsons ed il sassofono di Mel Collins.
Ammonia Avenuela title track, cantata da Eric Woolfson, riprende gli schemi del progressive rock, dopo l'introduzione cantata da Eric si passa agli assoli di chitarra di Ian Bairnson che sfociano nel coinvolgimento di tutta l'orchestra per poi morbidamente ritornare al cantato. Il testo tratta i temi dell'inquinamento ambientale.

## Formazione[24]

### Leader

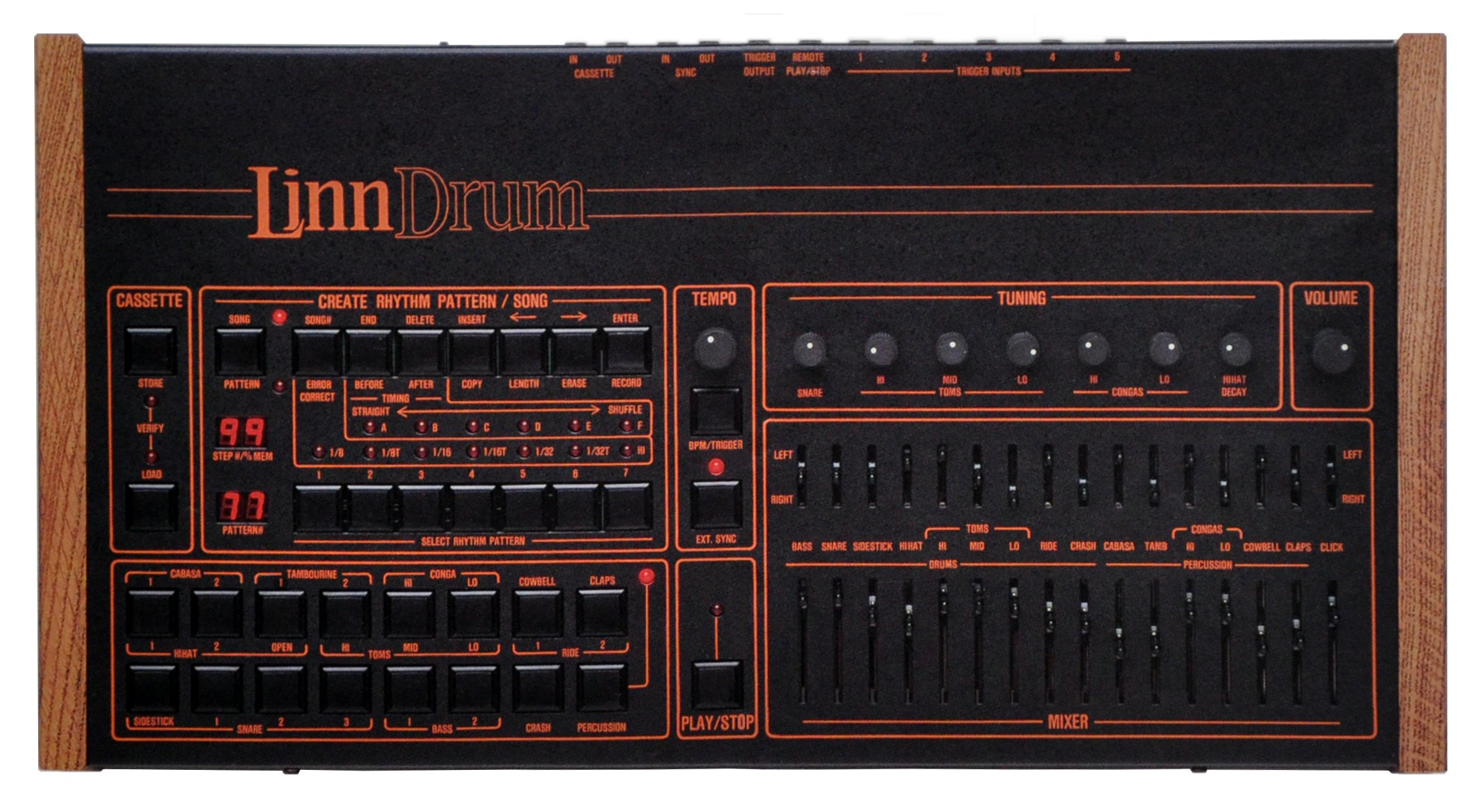
Una drum machine modello LinnDrum, utilizzata da Alan Parsons nel brano You Don't Believe.

- Alan Parsons – sintetizzatore (traccia 8), fairlight CMI (traccia 5,7), chitarre al fairlight CMI (traccia 2), linndrum (traccia 7), autore testi e musiche (tracce 1,2,3,4,5,6,7,8,9), programming, ingegnere di registrazione, produttore
- Eric Woolfson – voce (traccia 1,3,5,9), tastiere (traccia 5,6), tastiere addizionali (traccia 7,9), pianoforte elettrico Wurlitzer (traccia 1,3), pianoforte (traccia 2,9), fairlight CMI (traccia 9), sintetizzatore (traccia 3), cori (traccia 5), autore testi e musiche (tracce 1,2,3,4,5,6,7,8,9), produttore esecutivo

### Session Man
Cantanti
- Chris Rainbow – voce (traccia 4), voci addizionali (traccia 1,3), cori (traccia 2,5,9), tastiere (traccia 5)
- Lenny Zakatek – voce (traccia 2,7)
- Colin Blunstone – voce (traccia 6)

Musicisti
- Ian Bairnson – chitarra elettrica (traccia 1,2,3,4,5,6,7,9), chitarra acustica (traccia 1,2,3,4,5,6,7,8,9), guitar synth (traccia 7), chitarra spagnola (traccia 9)
- David Paton –	basso (traccia 1,2,3,4,5,6,7,8,9), chitarra acustica (traccia 5)
- Stuart Elliott – batteria (traccia 1,2,3,4,5,6,8,9), percussioni (traccia 1,3,4,5,9), simmons tom-tom (traccia 6), batterie addizionali (traccia 7)
- Mel Collins – sassofono (traccia 5,8)

Orchestra
- The Philharmonia Orchestra - (traccia 4,8,9)
- Andrew Powell - Direttore e arrangiamento
- Christopher Warren-Green - Primo violino

## Videoclip
Prime Timeil videoclip viene pubblicato in contemporanea con l'uscita dell'album nel febbraio del 1984. La trama del videoclip è ispirata al racconto breve Evening Primrose di John Collier e viene espressa con due manichini che prendono vita e si innamorano.

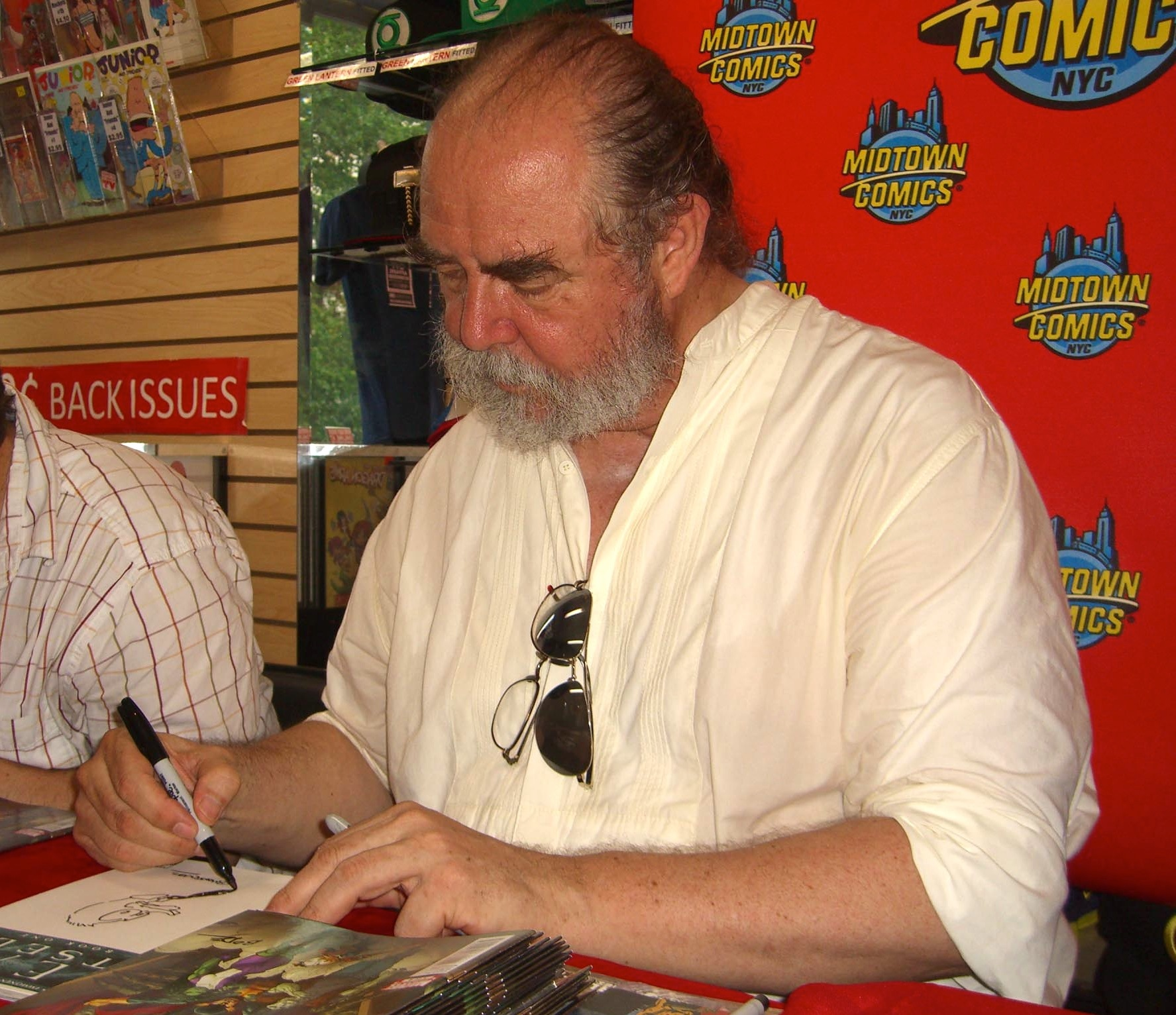
Michael Kaluta nel 2011. Nel 1984 dirige e disegna il videoclip di Don't Answer Me.

Don't Answer Meil videoclip diretto e disegnato da Michael Kaluta viene pubblicato in contemporanea con l'uscita dell'album e riscuote anche un notevole successo tanto da risultare tra i video più richiesti su MTV e da ricevere la nomination per gli MTV Video Music Awards 1984.

## Edizioni
Ammonia Avenue - Expanded Edition (2008)la versione rimasterizzata del 2008 contiene anche 8 tracce bonus. Masterizzata a cura di Dave Donnelly e Alan Parsons al DNA Mastering a Studio City in California.
Ammonia Avenue - Super Deluxe Box Set Edition (2020)il 27 marzo 2020, in occasione del 36º anniversario dalla pubblicazione di Ammonia Avenue è stato pubblicato un box set a tiratura limitata con il seguente contenuto:
- 3 CD (I CD oltre alla versione originale, contengono 53 tracce bonus tratte dai diari di scrittura di Eric Woolfson, sessioni di registrazione in studio e materiale inedito).
- 1 Blu-ray con suono surround 5.1 e mix stereo dai master tapes multi-traccia originali di Alan Parsons e dai video promozionali di "Don't Answer Me" e "Prime Time".
- 2 LP stampati a 45 giri
- 1 volume illustrato di 60 pagine.
- 1 poster.
- 1 cartellina press kit.

## Keats
Nel 1983, durante le fasi di registrazione di Ammonia Avenue, ricevendo i sempre più favorevoli riscontri man mano che Eye in the Sky scalava le classifiche in tutti gli stati del mondo, Parsons e Woolfson decisero di creare un gruppo parallelo Keats. Appena terminate le sessioni di Ammonia Avenue cominciarono a registrare per questo nuovo gruppo, tra il dicembre 1983 e il marzo 1984, per poi pubblicare l'album d'esordio Keats nel mese di maggio del 1984 quindi appena tre mesi dopo la pubblicazione di Ammonia Avenue. Del progetto Keats fanno parte i session man di lunga data Colin Blunstone, Ian Bairnson, David Paton e Stuart Elliott e l'ex dei Camel Peter Bardens.

## Classifiche
| Nazione       | Miglior posizione in classifica | Settimane di permanenza |
| ------------- | ------------------------------- | ----------------------- |
| Germania      | 1º                              | 28                      |
| Paesi Bassi   | 1º                              | 21                      |
| Svizzera      | 1º                              | 23                      |
| Spagna        | 2º                              |                         |
| Italia        | 5º                              |                         |
| Austria       | 5º                              | 14                      |
| Norvegia      | 5º                              | 10                      |
| Svezia        | 8º                              | 7                       |
| Nuova Zelanda | 8º                              | 9                       |
| Stati Uniti   | 15º                             | 26                      |
| Australia     | 16º                             |                         |
| Regno Unito   | 24º                             | 8                       |
| Canada        | 29º                             |                         |

## Riconoscimenti

### Nomination
- MTV Video Music Awards 1984 - categoria Most Experimental Video - per il videoclip del brano Don't Answer Me dei The Alan Parsons Project.